# Comuna Bogata, Mureș
Bogata (în maghiară: Marosbogát) este o comună în județul Mureș, Transilvania, România, formată din satele Bogata (reședința) și Ranta.

## Demografie
Componența etnică a comunei Bogata
     Români (62,17%)
     Maghiari (26,4%)
     Romi (3,36%)
     Alte etnii (0,33%)
     Necunoscută (7,75%)
Componența confesională a comunei Bogata
     Ortodocși (63,41%)
     Reformați (24,17%)
     Romano-catolici (1,95%)
     Penticostali (1,14%)
     Alte religii (1,14%)
     Necunoscută (8,18%)
Conform recensământului efectuat în 2021, populația comunei Bogata se ridică la 1.845 de locuitori, în scădere față de recensământul anterior din 2011, când fuseseră înregistrați 2.018 locuitori. Majoritatea locuitorilor sunt români (62,17%), cu minorități de maghiari (26,4%) și romi (3,36%), iar pentru 7,75% nu se cunoaște apartenența etnică. Din punct de vedere confesional, majoritatea locuitorilor sunt ortodocși (63,41%), cu minorități de reformați (24,17%), romano-catolici (1,95%) și penticostali (1,14%), iar pentru 8,18% nu se cunoaște apartenența confesională.

## Politică și administrație
Comuna Bogata este administrată de un primar și un consiliu local compus din 11 consilieri. Primarul, Doina Coc[*], de la Partidul Social Democrat, este în funcție din octombrie 2020. Începând cu alegerile locale din 2024, consiliul local are următoarea componență pe partide politice:
|  | Partid                                 | Consilieri | Componența Consiliului | Componența Consiliului | Componența Consiliului | Componența Consiliului | Componența Consiliului |
|  | -------------------------------------- | ---------- | ---------------------- | ---------------------- | ---------------------- | ---------------------- | ---------------------- |
|  | Partidul Social Democrat               | 5          |                        |                        |                        |                        |                        |
|  | Uniunea Democrată Maghiară din România | 3          |                        |                        |                        |                        |                        |
|  | Partidul Național Liberal              | 1          |                        |                        |                        |                        |                        |
|  | Alianța pentru Unirea Românilor        | 1          |                        |                        |                        |                        |                        |
|  | Partida Romilor „Pro Europa”           | 1          |                        |                        |                        |                        |                        |

## Personalități
- István Halmágy (1897-1987), artist, sculptor[7]
- Iuliu Moldovan (1882 - 1966), medic, membru corespondent al Academiei Române
- Kristóf Szongott (1843-1907), istoric, specialist în armenologie
- Nicolae Vlăduțiu (1818 - 1872), preot greco-catolic, avocat, revoluționar pașoptist - Prefectul Legiunii de Câmpie

## Imagini

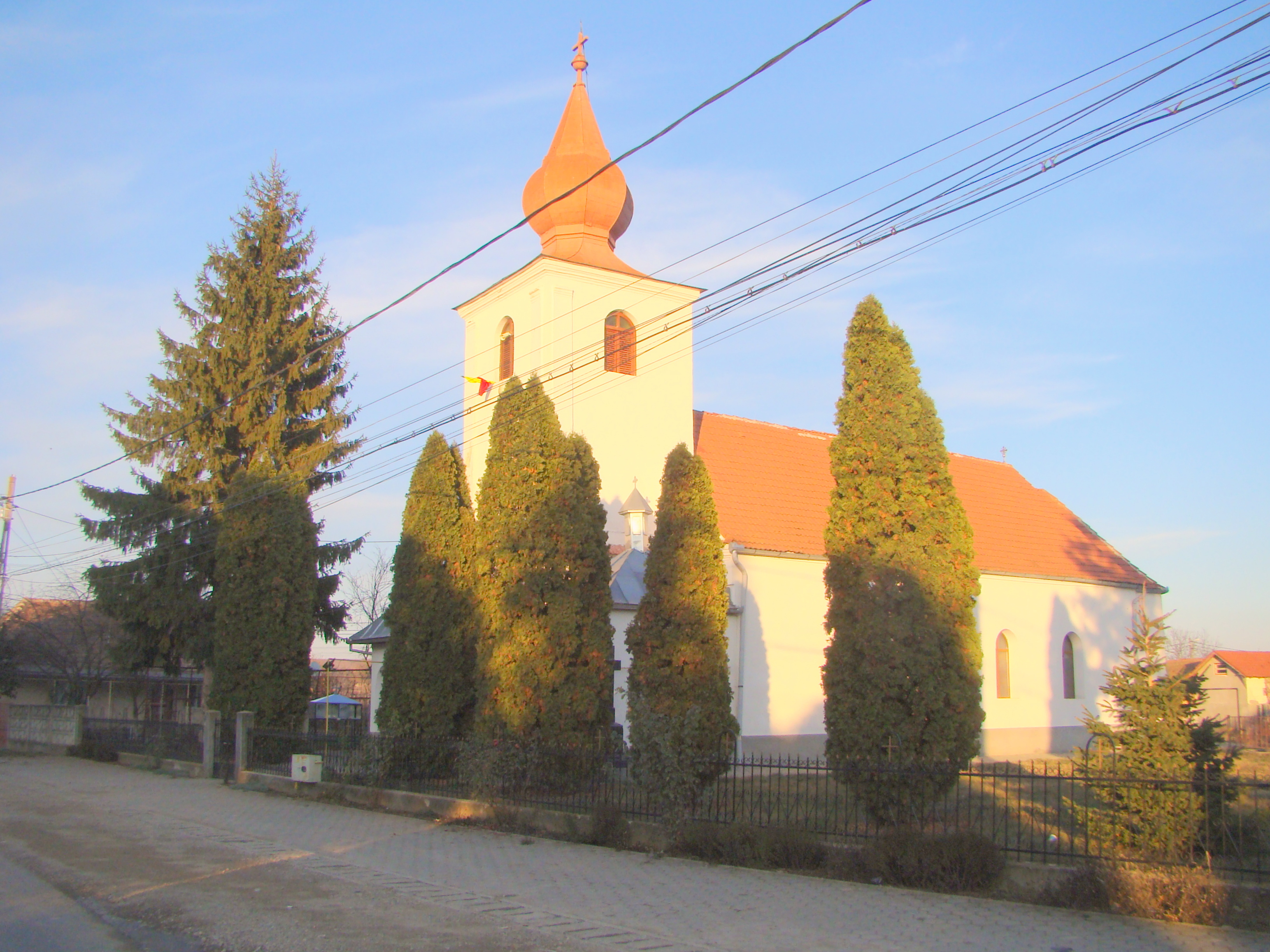
Biserica ortodoxă (fostă greco-catolică până în 1948)
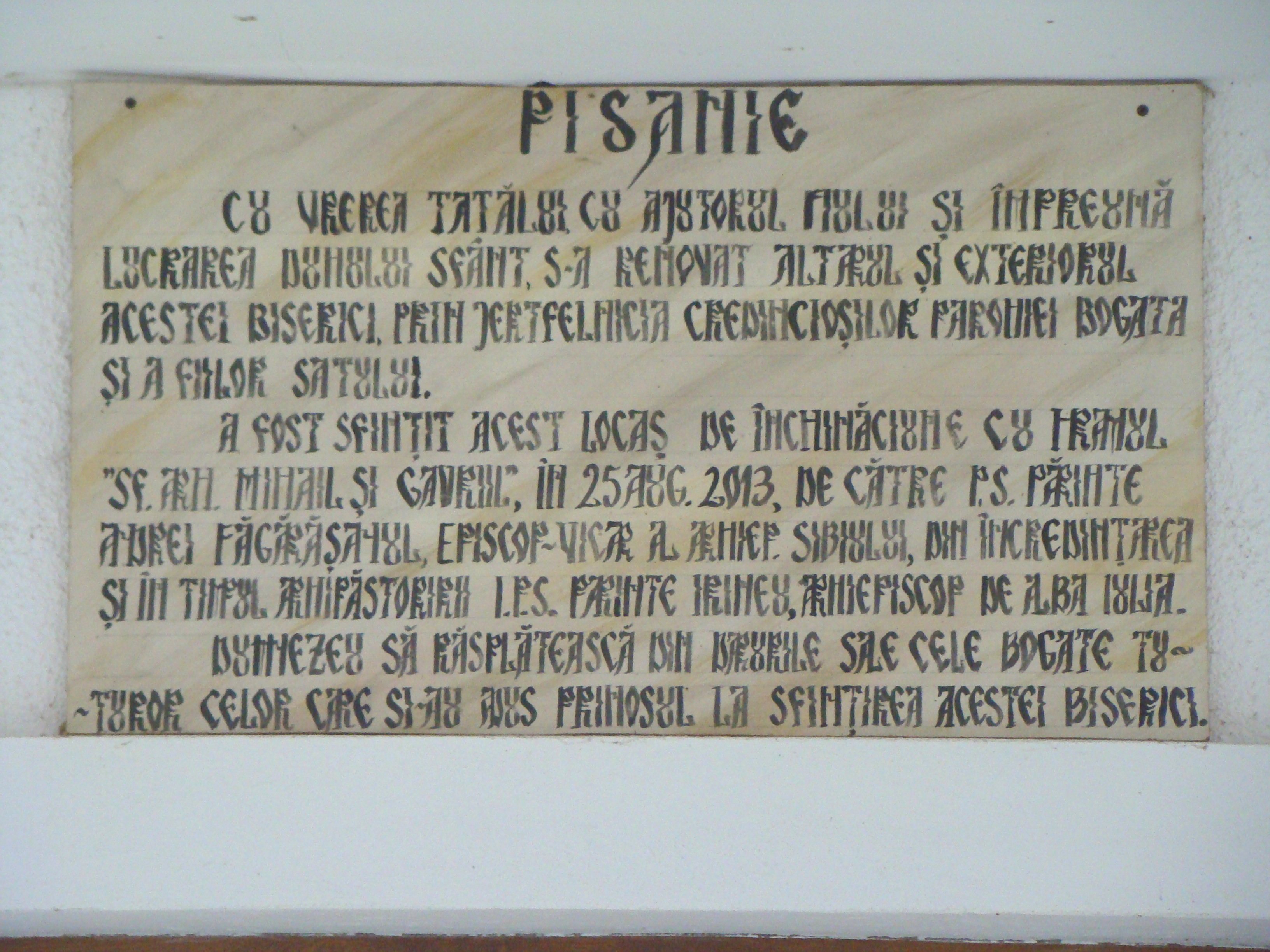
Pisania
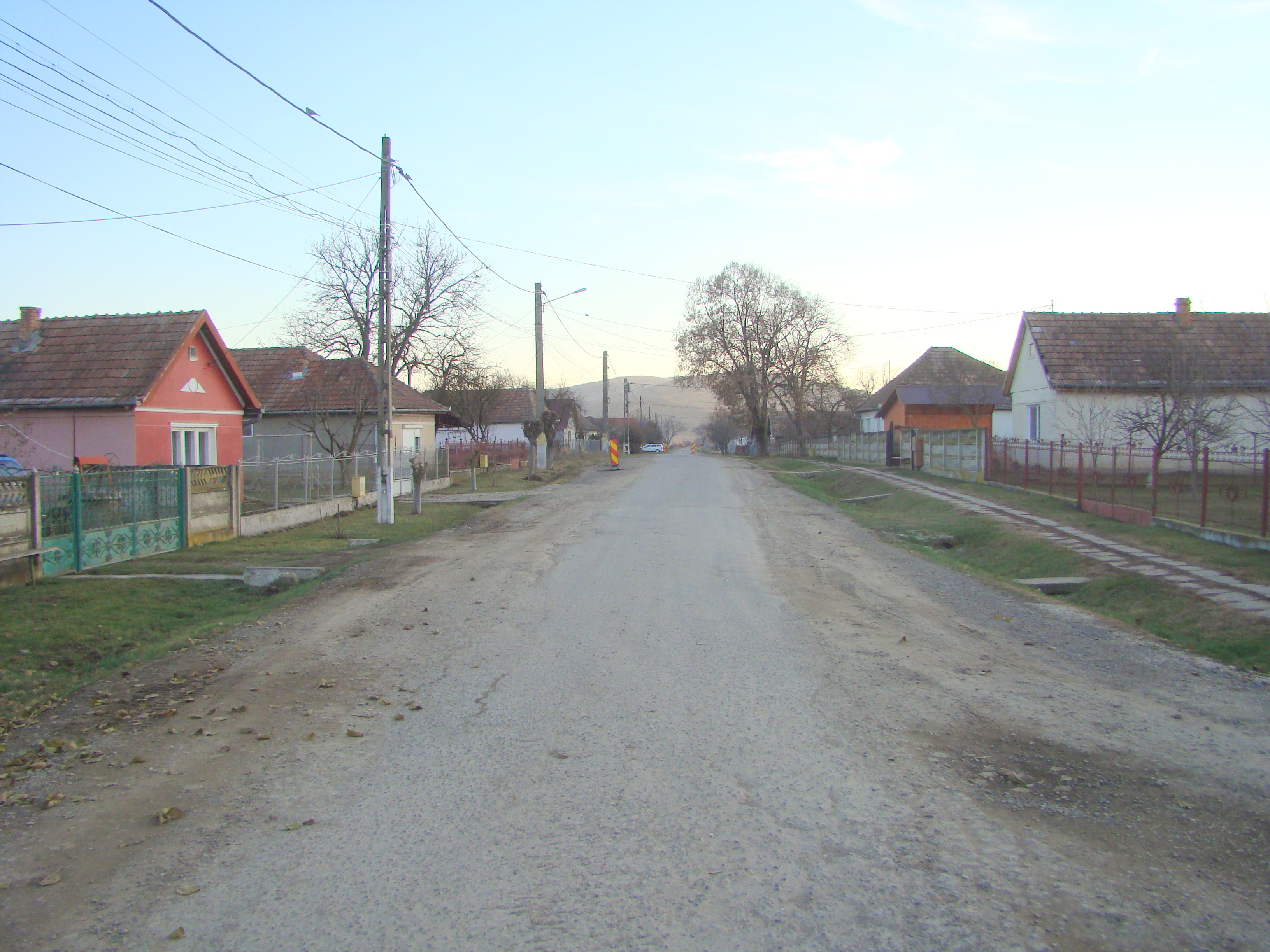
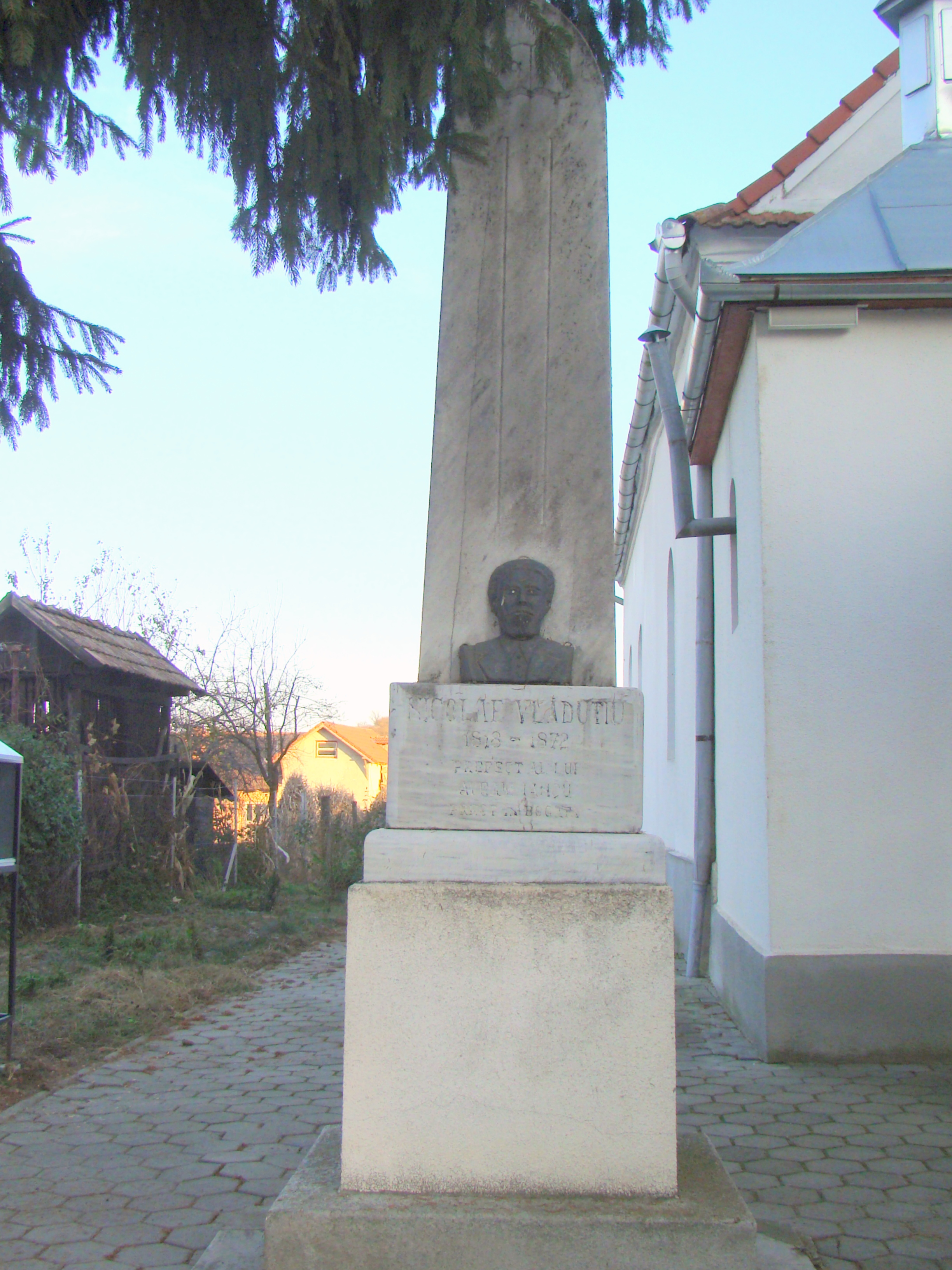
Monumentul ridicat în memoria lui Nicolae Vlăduțiu
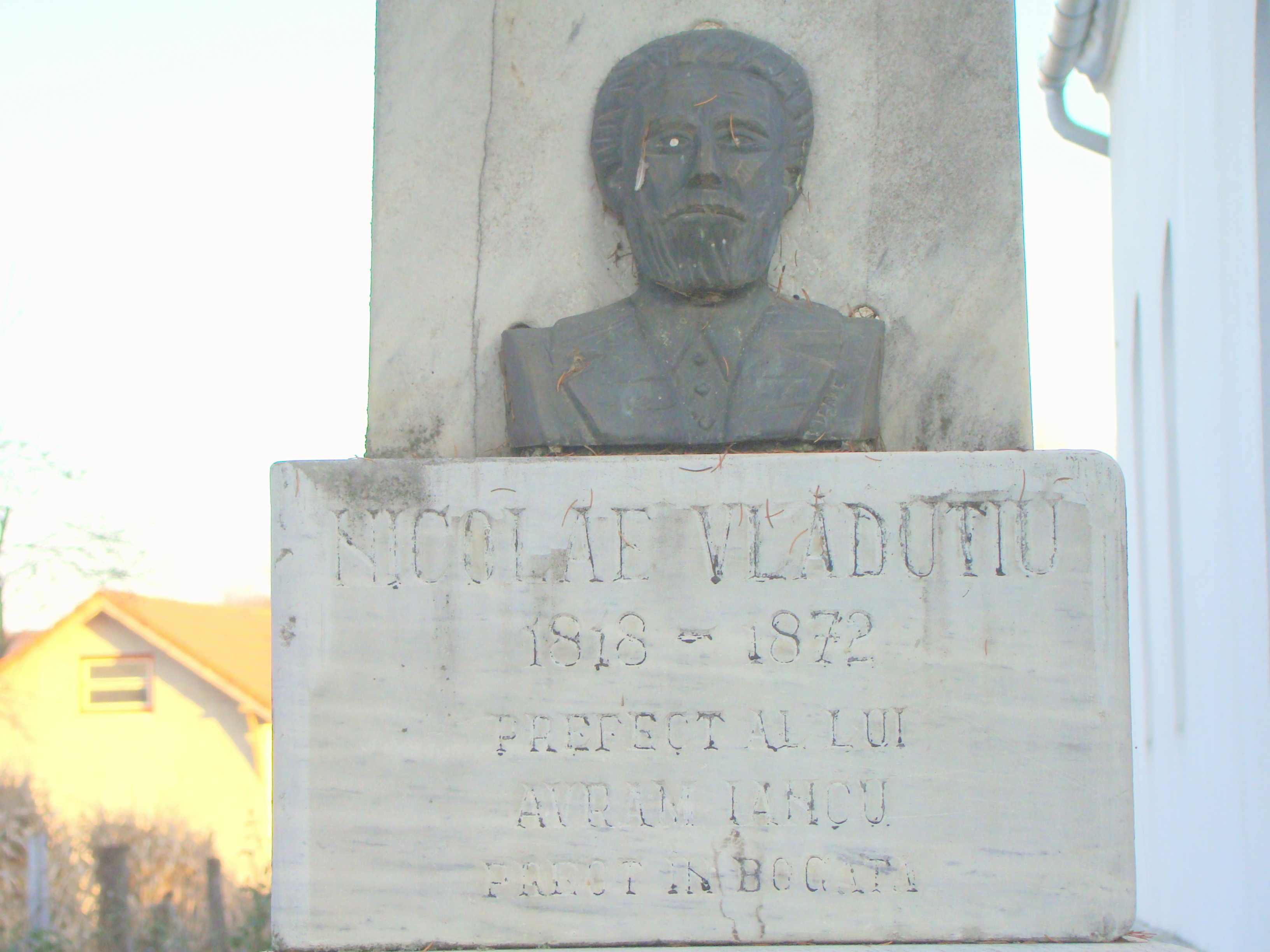
Monumentul ridicat în memoria lui Nicolae Vlăduțiu (detaliu)
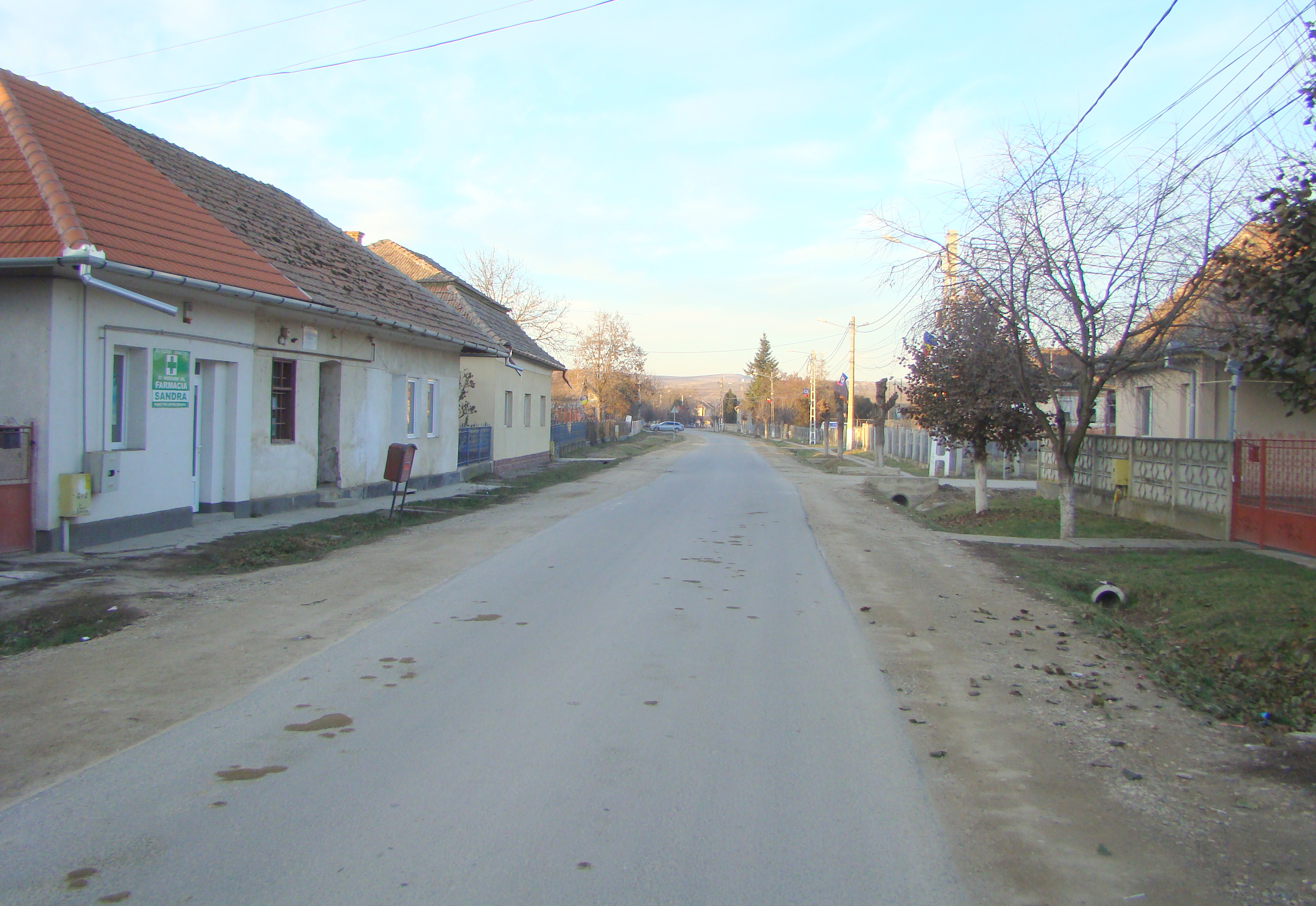
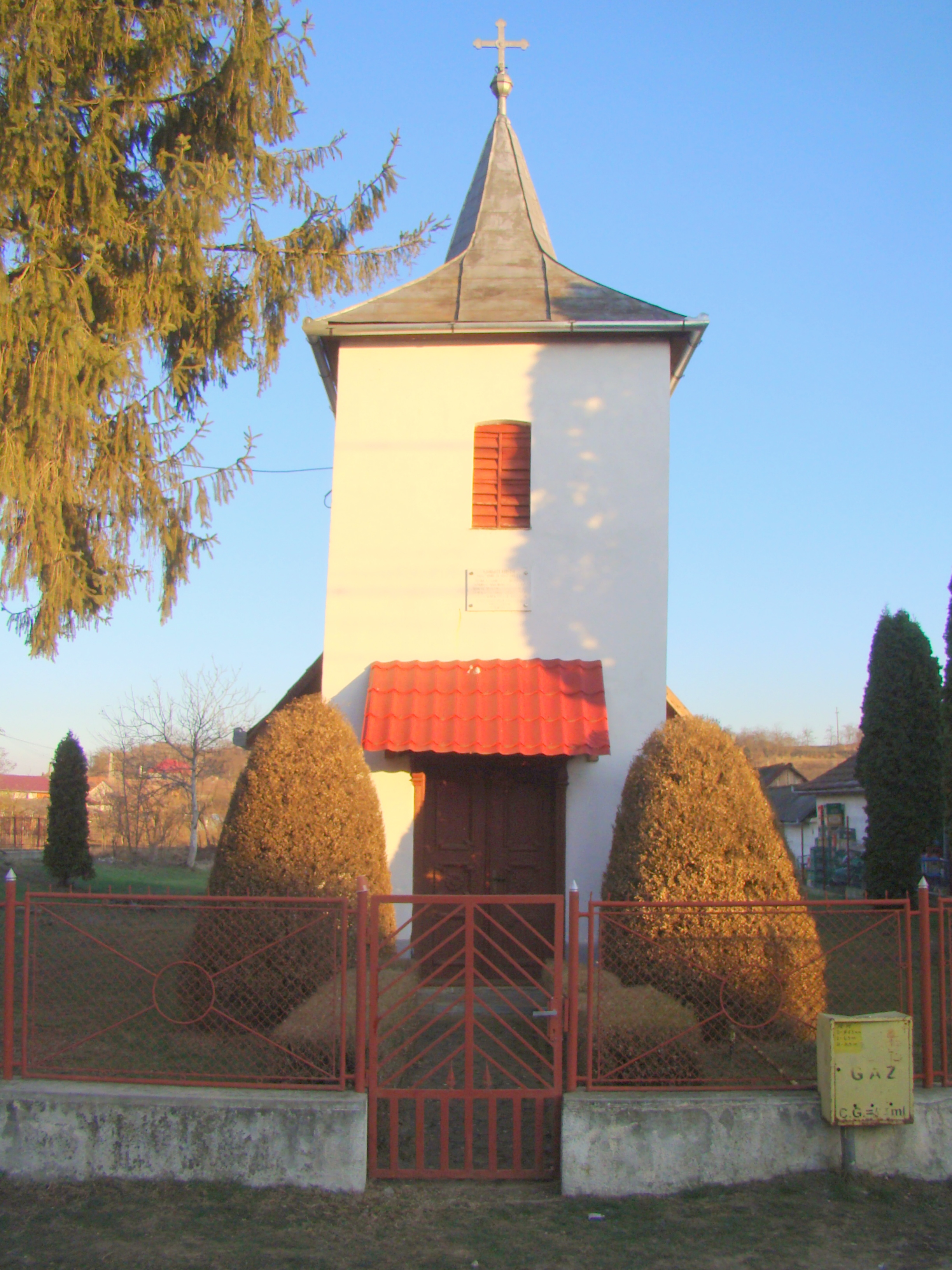
Biserica romano-catolică (1935)
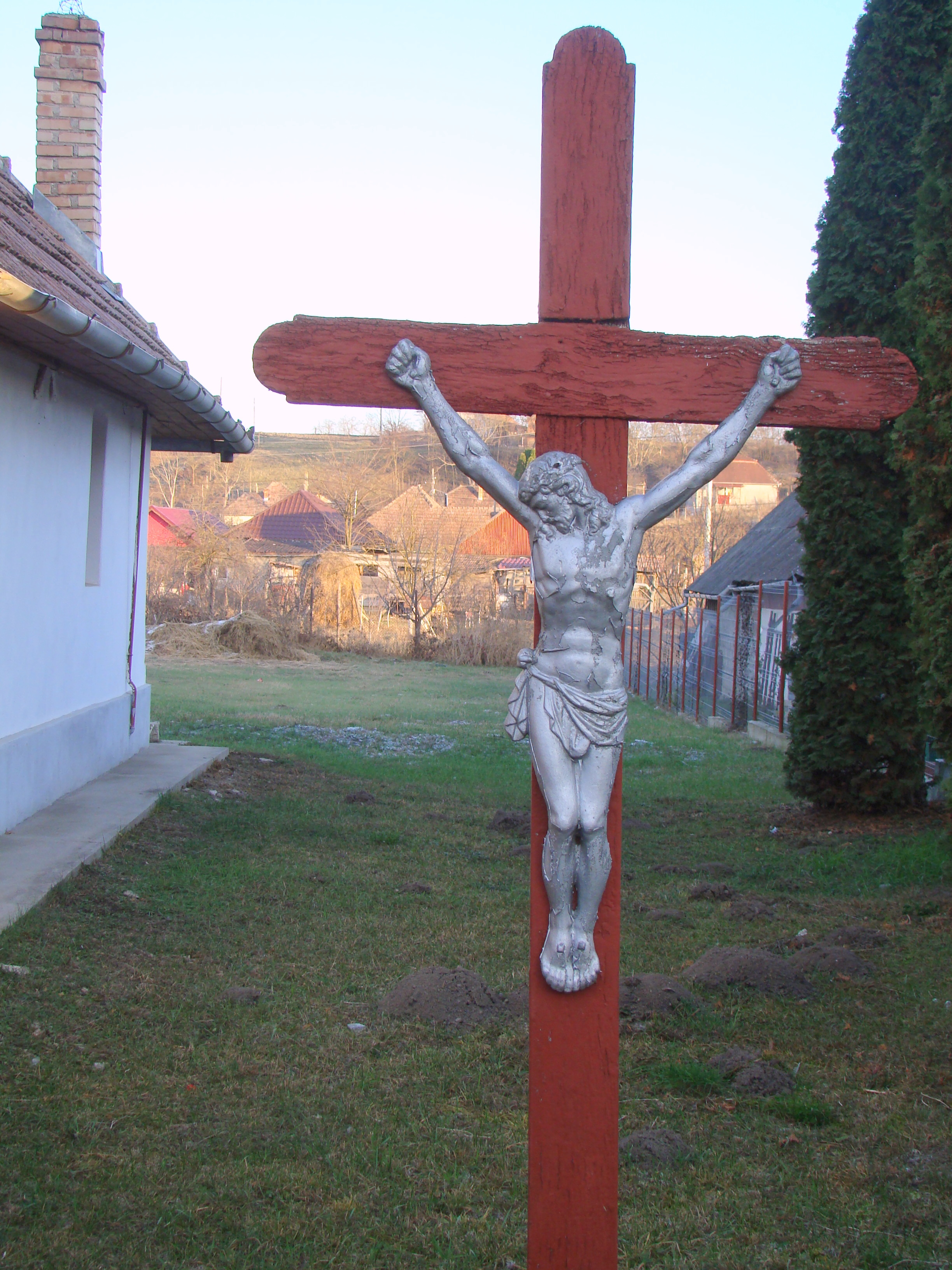
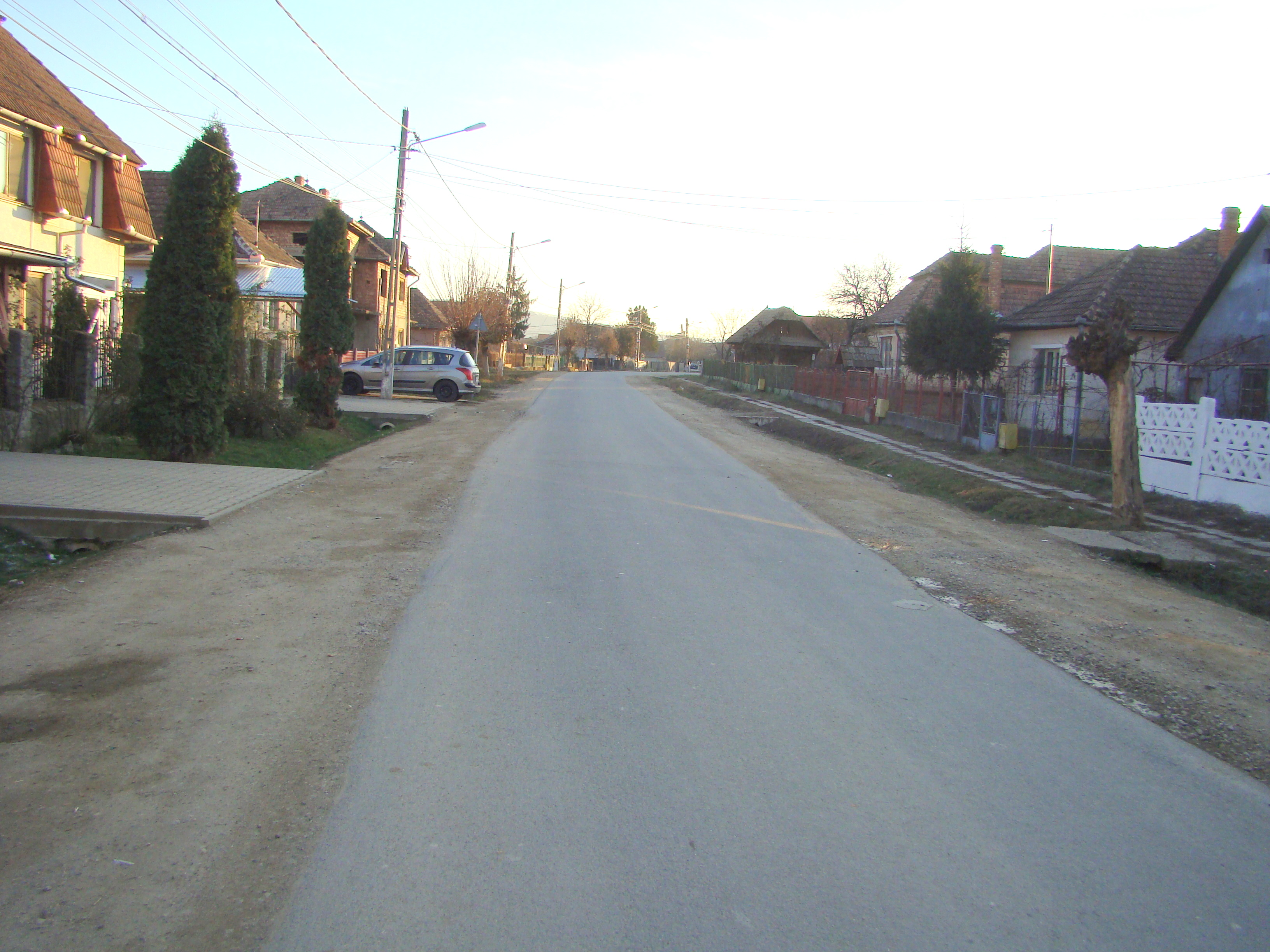
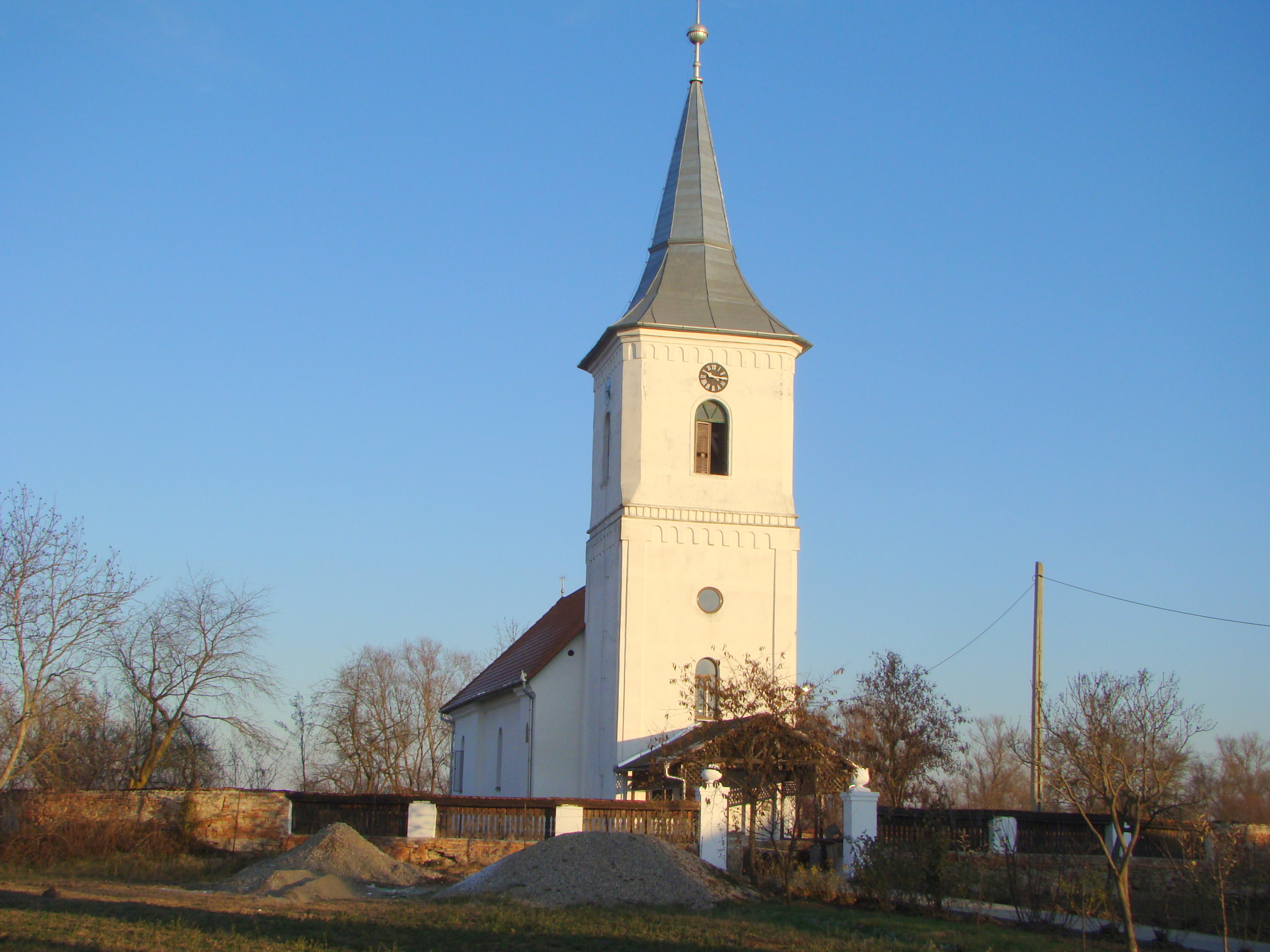
Biserica reformată (secolul XVII)